# Henning Rud Andersen
Henning Rud Andersen (født 16. april 1951) er en dansk hjertelæge og professor emeritus ved Aarhus Universitet. Han opfandt en kunstig hjerteklap som kan indføres gennem et kateter.
Henning Rud Andersen er opvokset i Himmerland. Hans far havde et gartneri og moren var hjemmegående. Oprindeligt blev han erklæret uegnet til at gå i gymnasiet. Han blev først uddannet købmand, men fik senere alligevel en studentereksamen før han blev cand.med. i 1982 og dr.med. i 1991. Andersen er uddannet på hjerteafdelingerne på Odense Universitetshospital og Aalborg Universitetshospital og fik derefter en forskerstilling på Århus Kommunehospital. Han blev i 1996 overlæge på Hjertemedicinsk Afdeling B på Aarhus Universitetshospital, og senere professor samme sted.
Han er internationalt kendt som opfinder af en kunstig hjerteklap som kan indsættes i hjertet gennem et kateter som indføres i lysken. Behandlingen er også kendt med forkortelsen TAVI for transcatheter aortic valve implantation. Andersen fik ideen til hjerteklappen i 1989, og proceduren blev første gang udført på et menneske i 2002. Metoden blev godkendt i EU i 2007 og i USA i 2012. Brugen af et kateter betyder at man kan undgå en stor hjerteoperation. Derfor kan man med TAVI behandle patienter som tidligere var ubehandlelige, og som regel ville dø inden for et år. I 2018 havde anslået 6-700.000 personer på verdensplan fået Henning Rud Andersens opfindelse. Alene på Andersens egen afdeling på Aarhus Universitetshospital udførtes proceduren omkring 300 gange om året.
Andersen var også leder af forskningsprojektet DANAMI-2 fra 2003 om behandling af blodpropper i hjertet, og hvis resultater har betydet at man nu indleder behandling af patienter som man mistænker for at have en blodprop i hjertet, allerede i ambulancen hvilket har nedsat dødeligheden betydeligt.
Henning Rud Andersen har udgivet mere end 170 lægevidenskabelige artikler. Han har modtaget Dansk Cardiologisk Selskabs forskerpris, Aarhus Universitets Jubilæumsfonds Videnskabspris i 2003 og Brdr. Hartmanns Fonds Mindepris i 2009.

## Privat
Henning Rud Andersen har været gift to gange og har 6 børn.